# Liburnia segetum
Liburnia segetum är en insektsart som beskrevs av Haupt 1927. Liburnia segetum ingår i släktet Liburnia och familjen sporrstritar. Inga underarter finns listade i Catalogue of Life.